# Síndrome de la fase del sueño retrasada
El síndrome de la fase del sueño retrasada (SFSR) es un trastorno en el ritmo circadiano (reloj biológico) del sueño que afecta el tipo de sueño, el ritmo de la temperatura del cuerpo, el nivel de atención del individuo, el ritmo hormonal y otros ritmos biológicos cotidianos, considerando los estándares de la población en general y sociales. 
Las personas que padecen este síndrome, duermen de manera muy liviana las primeras horas del sueño y muy profundamente las últimas horas, normalmente los estímulos sonoros producidos por despertadores no logran cumplir su objetivo.
Los pacientes frecuentemente afirman que pueden dormir a la misma hora todos los días, a menos que tengan algún otro trastorno de sueño además del SFSR, los pacientes pueden dormir sus horas de sueño perfectamente, igual que el resto de las personas sin trastorno. Les es muy difícil despertar a horas para ir a trabajar o a la escuela por estímulos sonoros, duermen muy profundamente en las últimas horas del ciclo del sueño, despiertan espontáneamente y no sentirán agotamiento ni somnolencia durante el día.
El SFSR fue descubierto por el doctor Elliot D. Weitzman y su equipo en el Montefiore Medical Center. Se estima que este problema de salud afecta al menos al 15% de niños y adolescentes, no existe tratamiento, muchas de las personas que lo padecen solo logran despertarse por la presencia de fuertes luces. El SFSR es mal diagnosticado como insomnio primario o como un padecimiento psiquiátrico. El SFSR puede ser tratado o controlado en algunos casos cuidadosas prácticas diarias, terapia de luz y medicamentos como la melatonina y el modafinil; la primera es una neurohormona natural responsable parcialmente y en pequeñas cantidades del reloj biológico; en el caso más extremo, el SFSR es una discapacidad.
Este trastorno generalmente se desarrolla en la niñez temprana o en la adolescencia. El trastorno que se desarrolla en la adolescencia, puede desaparecer en la adolescencia tardía o en la adultez temprana; de lo contrario el SFSR durará toda la vida. Según el grado del síndrome, los síntomas pueden ser controlados en un mayor o menor grado, pero no hay una cura específica. La prevalencia en los adultos está equilibradamente distribuida entre mujeres y hombres, aproximadamente un 0.15 o 3 por ciento en 2009. Generalmente se relaciona con el TDAH (trastorno por déficit de atención con hiperactividad), debido a genes de polimorfismo encontrados en común entre los afectados por TDAH y el ritmo circadiano, y una alta proporción de personas con SFSR junto con los de TDAH.

## Definición
Según la Clasificación Internacional de los Trastornos del Sueño (ICSD), las características fundamentales del SFSR son:

1. Dormir y despertarse a horas no apropiadas a las deseadas.
2. Dormir a la misma hora todos los días.
3. Poca o ninguna dificultad de mantener el sueño una vez dormido.
4. Extrema dificultad de despertarse a la hora deseada por la mañana.
5. Una incapacidad relativamente grande o absoluta para cambiar la fase de sueño a horas más tempranas, forzando el dormir y despertar a horas más convencionales.

Las siguientes características distinguen al SFSR de otros trastornos del sueño:
- Las personas con SFSR tienen una habilidad normal - o incluso mayor de lo normal - para dormir por la mañana, y a veces también durante la tarde. A diferencia del insomnio crónico, en el que no resulta más fácil dormir durante la mañana que por la noche.
- Las personas con SFSR se duermen más o menos a la misma hora todos los días, y el sueño llega rápido si se va a la cama cerca de la hora habitual de sueño. Los niños pequeños con SFSR evitan ir a la cama cuando aún se encuentran sin sueño, pero luego duermen sin problema al llegar su hora particular de dormir.
- Los pacientes con SFSR pueden llegar a dormir bien y de forma regular cuando son capaces de seguir su propio horario de sueño, por ejemplo durante los fines de semana o en vacaciones.
- El SFSR es un padecimiento crónico. El diagnóstico de SFSR no resulta válido si los síntomas no han estado presentes por lo menos durante el último mes.

Para los afectados de SFSR, el intento de forzarse a sí mismos a llevar un horario de vida normal ha sido comparado a vivir permanentemente con un jet lag de 6 horas. A menudo los afectados sólo consiguen dormir unas pocas horas en la noche durante la semana laboral, y se ven obligados a compensar de alguna forma esta falta de sueño, y por ello duermen hasta la tarde los fines de semana, o toman largas siestas durante el día, que les permiten reponerse de la somnolencia cotidiana, pero también les ayuda a reforzar su desfase de sueño.
Las personas con SFSR tienden a ser trabajadores nocturnos de forma voluntaria, pues se sienten más despiertos, creativos y funcionales durante la tarde y la noche. Los pacientes con SFSR simplemente no pueden forzarse a dormir antes, ya que estarán dando vueltas en la cama sin poder conciliar el sueño.
Cuando los pacientes de SFSR buscan ayuda, casi siempre intentan de varias formas cambiar su horario de sueño. Usando tácticas equivocadas para intentar dormir antes, como técnicas de relajación, irse a la cama antes de la hora habitual, hipnosis, consumir alcohol, sedantes y pastillas para dormir, lecturas aburridas y otros remedios que a personas con otros trastornos de sueño sí les funcionan pero a ellos no. Los pacientes con SFSR que han intentado usar sedantes para poder conciliar el sueño aseguran que la medicación les hace sentirse cansados o relajados, pero que de ninguna forma les induce a dormir. A menudo los pacientes piden a sus familiares que les ayuden a despertarse, y suelen usar varias alarmas diferentes de despertadores para intentar reducir la extrema dificultad que les impide despertarse temprano por la mañana.

## Epidemiología
Usando estrictamente el criterio diagnóstico de la ICSD, un estudio aleatorio de 10 000 individuos adultos en Noruega estimó una prevalencia del 0,17 por ciento de este trastorno. Un estudio similar con 1.525 adultos en Japón la estimó en un 0,13 por ciento. Otros estudios indican que la prevalencia entre adolescentes llega hasta un 7 por ciento.

## Fisiología
El SFSR es un trastorno del reloj biológico interno del cuerpo. Se cree que se debe a una reducción en la capacidad para reiniciar este reloj biológico diario de dormir/despertarse. Los pacientes con SFSR quizá poseen un ciclo inusualmente largo del ciclo circadiano, o quizá lo que tienen es una incapacidad para regularlo adecuadamente con sus ciclos de sueño.
Las personas con sistemas circadianos normales suelen dormirse tan pronto como llega la noche si no han dormido suficiente la noche anterior y dormirse antes cambia automáticamente su reloj circadiano adelantándolo. En contraste con los afectados del SFSR, que son incapaces de dormir antes de su hora habitual, aunque se encuentren faltos de sueño. Algunos especialistas en medicina del sueño han demostrado que la falta de sueño no inicializa el reloj circadiano de los pacientes de SFSR, como lo harían las personas sin este trastorno.
Los pacientes con SFSR que tienen un horario fijo en sus actividades cotidianas suelen tener graves dificultades para dormirse y despertar porque sus relojes biológicos no se encuentran en fase con este horario. Las personas sin este trastorno que no se ajustan bien a los trabajos de turno de noche poseen los mismos síntomas aunque sean problemas diferentes.
Los pacientes con SFSR presentan retrasos en sus marcadores circadianos como, por ejemplo, en la secreción de melatonina y mínimos en la temperatura corporal, que corresponden a retrasos en su ciclo de dormir/despertar. Somnolencia, despertar espontáneo y otro tipo de indicadores internos se encuentran retrasados el mismo número de horas. Los patrones de presión vascular no descendente también se encuentran asociados al SFSR de forma conjunta a las horas socialmente inaceptables dormir/despertar.
En casi todos los casos no se conoce cuál es la causa de la anomalía en el reloj biológico de los pacientes con SFSR. Pero el SFSR tiende a afectar a familias enteras, y un creciente número de evidencias en la literatura científica  sugieren que el problema está asociado con el gen hPer3 (human period 3). Se han observado muchos casos que muestran síntomas del SFSR y del síndrome de no dormir/despertar de 24 horas después de haber presentado lesiones cerebrales traumáticas.
.
Ha habido casos en que el SFSR ha evolucionado en un síndrome de no dormir/despertar de 24 horas, un trastorno mucho más grave e incapacitador en el cual los pacientes no pueden dormir durante ciclos de 24 horas.

## Diagnóstico
El SFSR se diagnostica a través de una entrevista clínica, y un registro de las horas de sueño del paciente durante un lapso de por lo menos tres semanas donde se intentarán cambios a su ciclo habitual del sueño y se observará la tolerancia a estos cambios.
El SFSR se diagnostica mal o pasa desapercibido en la mayor parte de los casos. Ha sido considerado uno de los trastornos del sueño peor diagnosticados como un trastorno psiquiátrico. El SFSR se confunde a menudo con el insomnio psicofisiológico, con la depresión clínica, con trastornos psíquicos como la esquizofrenia, con el trastorno por déficit de atención con hiperactividad, e incluso con actitudes voluntarias de irresponsabilidad. Los especialistas de las enfermedades del sueño citan el desconocimiento de este trastorno como la principal causa de un bajo índice de éxito en el diagnóstico, y subrayan la necesidad de un mejor adiestramiento de los profesionales de la salud respecto a los trastornos del dormir.

## Impacto en los pacientes
La falta de conocimiento social de este trastorno contribuye a las dificultades experimentadas por los pacientes de SFSR, que suelen ser considerados por los demás personas irresponsables, poco disciplinadas o faltos de fuerza de voluntad. La escuela y el trabajo de oficina no suelen ser tolerantes con las personas que con frecuencia llegan tarde, faltan o que se encuentran cansadas por la mañana.
Al igual que pueden sufrir de temblores por un corto lapso de tiempo.  
En el 2004, durante el encuentro de la Organización Mundial de la Salud sobre los efectos del sueño sobre la salud, se dijo lo siguiente:

efectos a corto y medio plazo... conocidos especialmente en el SFSR. Los afectados sufren las consecuencias conocidas de una falta de sueño crónica y consecuencias en su conducta y respuestas cognitivas. Existe un incremento del consumo de alcohol y otras sustancias, y algunos individuos jóvenes tienden a un comportamiento criminal. Existe una fuerte relación entre los trastornos de los ritmos circadianos y trastornos psiquiátricos, como el trastorno afectivo estacional, la depresión clínica primaria y el trastorno bipolar.

Además, los afectados por el SFSR suelen recibir diagnósticos equivocados, y son etiquetados como vagos e irresponsables durante años. La falta de un correcto diagnóstico en los ritmos circadianos de los trastornos del sueño como una condición psiquiátrica suele causar una considerable angustia y sufrimiento al paciente y su familia, y les hace tomar medicamentos psicoactivos inapropiadamente prescritos. Para muchos pacientes, la acertada diagnosis del SFSR representa un cambio rotundo y positivo en su vida.

## Tratamiento
El tratamiento para el SFSR no es específico, y debe comprender la capacidad del paciente de dormir bien mientras trata el problema del desfase.
Los casos más leves de SFSR pueden controlarse simplemente intentando cambiar el horario de irse a la cama 15 minutos antes cada día, hasta ajustarse al horario deseado para despertarse naturalmente. Los casos más comunes pueden ser tratados con los métodos descritos más abajo.
Antes de empezar un tratamiento de SFSR, se les pide a los pacientes dormir durante toda una semana en su horario habitual, ya que es importante que se encuentren descansados al inicio del tratamiento.
Algunos tratamientos descritos en la literatura médica son:
- La terapia de luz (fototerapia) con una fuente de luz de espectro completo o un visor portátil, habitualmente de 10 000 lux, durante 30-90 minutos aproximadamente una hora después de despertarse. Evitar la alta luminosidad por la tarde también podría ayudar. Además, un sistema de simulador de amanecer con este tipo de luminosidad podría ayudar a adelantar la hora de inicio/fin de los ritmos circadianos del paciente. Aunque aún no se ha confirmado la necesidad de una fuente de luz de espectro completo, con una de espectro reducido que llegue a los 10000 lux es suficiente.
- La cronoterapia, que consiste en inicializar el reloj circadiano yendo a la cama varias horas "antes" o "después" cada día durante un periodo de prueba.
- Un pequeño suplemento (~1mg) de melatonina una hora antes de la hora de acostarse puede ser de ayuda para establecer patrones apropiados de sueño, especialmente usado de forma conjunta con la terapia de luz a la hora del despertar espontáneo deseado. Los efectos secundarios de la melatonina pueden incluir molestias en el sueño, pesadillas, somnolencia durante el día y depresión. Aún no se han descrito los efectos a largo plazo de la melatonina, y su producción no se encuentra regulada. En algunos países esta hormona se encuentra disponible sólo a través de prescripción médica.
- Existen algunas afirmaciones en el sentido de que grandes dosis de vitamina B12 pueden ayudar a normalizar los ciclos del sueño, pero aún no se ha confirmado la efectividad de este tratamiento.
- Un tratamiento opcional bastante prometedor es el Ramelteon, medicamento recién aprobado que actúa de forma parecida a una melatonina sintética. La producción del Ramelteon está regulada como un medicamento de prescripción médica, con lo cual se evitan los problemas de pureza y dosis variables de los suplementos de melatonina.
- El Modafinil es un medicamento aprobado en los Estados Unidos para el tratamiento del trastorno de sueño por turnos de trabajo, que comparte algunas características con el SFSR, y un gran número de médicos lo han prescrito a pacientes de SFSR.
- Hay un caso documentado de un paciente de SFSR tratado de forma exitosa con trazodone.[16]

Una vez que haya podido establecer un horario de sueño adelantado, es fundamental que el paciente cumpla estrictamente este horario de dormir/despertar y que tenga una buena higiene del sueño.

## Pronóstico
El éxito a largo de plazo del tratamiento aún no ha sido evaluado, pero se sabe que el SFSR resulta complicado de tratar.
Algunos pacientes son incapaces de adaptarse a horas más tempranas de sueño, incluso después de años de tratamiento. Uno de los principales problemas es que lleguen a surgir trastornos más graves como el síndrome de 24 horas de no dormir/despertar. Investigadores de los trastornos del sueño han propuesto el término incapacidad por trastorno de horario de sueño a los casos menos tratables y agudos de SFSR.

Los pacientes afectados por el SFSR tendrán que aceptar el hecho de que sufren una incapacidad permanente, y que su calidad de vida sólo podrá ser mejorada pasando por una rehabilitación. Es imperativo que las instituciones médicas reconozcan esta condición de incapacidad del SFSR en sus pacientes y que lleven la responsabilidad de una rehabilitación vocacional y social a las instituciones públicas.

### Rehabilitación y ocupaciones compatibles
La rehabilitación para los pacientes con SFSR incluye la aceptación de su padecimiento, y elegir una ocupación que resulte compatible con sus horarios de sueño: por ejemplo, las que tienen horarios flexibles (Artista, periodismo, literatura o traductores independientes o freelance).

## SFSR y depresión
En los casos descritos de SFSR, más de la mitad de los pacientes padecen una depresión clínica u otros problemas psicológicos. La relación entre la depresión y el SFSR aún no está clara. Pero el hecho que algunos pacientes de SFSR no sufren depresión indica que el SFSR no es un síntoma de esta depresión.
Es comprensible que el SFSR desempeñe un papel importante como factor causante de la depresión, por su naturaleza altamente estresante y el desconocimiento general del trastorno, que causa incomprensión en el entorno del afectado. Otra posibilidad es la relación neuroquímica directa que existe entre la depresión y los mecanismos del sueño.
Los pacientes de SFSR que también sufren depresión deberán buscar tratamiento para ambos problemas. Existe evidencia de que un tratamiento efectivo contra el SFSR puede mejorar el estado de ánimo del paciente y mejorar el efecto de los antidepresivos. De igual forma, el tratamiento contra la depresión permite a los pacientes un mejor seguimiento de su tratamiento para el SFSR.